# Деннард, Роберт
Роберт Деннард (род. 5 сентября 1932 г.) — американский инженер-электрик и изобретатель.

## Биография
Деннард родился в Террелле, штат Техас, США. Он получил степени бакалавра и магистра электротехники в Южном методистском университете Далласа в 1954 и 1956 годах соответственно. Получил степень доктора в Технологическом институте Карнеги в Питтсбурге штат Пенсильвания в 1958 году. Являлся научным сотрудником International Business Machines.
Самое известное его изобретение было сделано в 1968 году — это изобретение динамической памяти с произвольным доступом (DRAM). Деннард также был в числе первых, кто признал огромный потенциал МОП-структур. В 1974 году Робертом Деннардом и его коллегами по IBM была разработана объясняющая закон Мура теория масштабирования (Dennard’s Scaling Theory). Работая над полевыми транзисторами MOSFET и структурами MOS, Деннард вывел условие, необходимое для соблюдения закона Мура. Суть открытия в том, что если удерживать постоянным значение напряженности электрического поля при уменьшении размеров транзистора, то параметры производительности улучшаются. В процессе исследований Деннарда удалось показать, что МОП-структуры имеют огромный потенциал для миниатюризации.

## Награды
- Национальная медаль США в области технологий и инноваций (1988)
- Премия Харви (1990)
- Медаль Эдисона (2001)
- Премия Лемельсона (2005)
- C&C Prize (2006)
- Медаль Бенджамина Франклина (2007)
- Медаль почёта IEEE (2009)
- Премия Чарльза Старка Дрейпера (2009)
- Премия Киото (2013)